# Ace Lake
Der Ace Lake ist ein 9 m tiefer Salzwassersee an der Ingrid-Christensen-Küste des ostantarktischen Prinzessin-Elisabeth-Lands. Er liegt auf der Langnes-Halbinsel in den Vestfoldbergen nahe beim Organic Lake.
Australische Biologen der Davis-Station erkundeten ihn 1974, nachdem sie neun Monate lang nach einem Salzwassersee mit einem Bestand an Ruderfußkrebsen gesucht hatten. Ihre Entdeckung deuteten sie als Trumpfkarte (von englisch ace ‚Ass‘), wodurch der See seinen Namen erhielt. Zwischen 2004 und 2005 wurde am Ufer des Sees eine Schutzhütte errichtet.
Der Ace Lake und der Organic Lake gehören zusammen mit dem Pendant Lake, dem Glider Lake, dem Williams Lake, dem Abraxas Lake, dem Johnstone Lake, dem Ekho Lake, dem Lake Farrell, dem Shield Lake, dem Oval Lake, dem Ephyra Lake, dem Scale Lake, dem Anderson Lake, dem Oblong Lake, dem Lake McCallum, dem  Clear Lake, dem Laternula Lake, dem South Angle Lake und weiteren zu den meromiktischen Seen der Vestfoldberge.
Im Jahr 2013 wurde im Ace Lake durch Zhou et al. per Metagenomalanalyse eine neue mutmaßliche Virophagenart entdeckt, das „Ace-Lake-Mavirus“ (ALM), ähnlich wie kurz zuvor schon im Organic Lake (OLV) und auch im Yellowstone Lake (YSLV). ALM gehört zur Virophagen-Gattung Mavirus; als Virophage ist es ein Satellitenvirus, das (als Parasit) in Koinfektion mit einem Helfervirus (Wirtsvirus) dessen Replikationsfähigkeit beeinträchtigt. ALV parasitiert vermutlich Spezies der Virusfamilie Mimiviridae.